# Гульнево (Московская область)
Гульнево — деревня в Дмитровском районе Московской области. До 2018 года находилось в составе Сельского поселения Габовское. До 2006 года Гульнево входило в состав Каменского сельского округа. 
Село Гульнево было центром Гульневской волости Дмитровского уезда Московской губернии. В деревне действует Церковь Рождества Богородицы 1734 года постройки.
В 1913 году в селе Гульнево Гульневской волости Дмитровского уезда Московской губернии в 12 верстах от станции Икша числилось 20 дворов. В селе была земская больница. Недалеко располагалось имение Болотова.

## География
Деревня расположена в юго-западной части района, примерно в 18 км к юго-западу от Дмитрова, по левому берегу реки Волгуши (правый приток Яхромы), высота центра над уровнем моря 224 м. Ближайшие населённые пункты — Подгорное на востоке, Походкино на северо-востоке и Каменка на западе.

## Население
| 2002 | 2006 | 2010 |
| ---- | ---- | ---- |
| 10   | →10  | ↗18  |

## Инфраструктура
Личное подсобное хозяйство с зоной сельскохозяйственного использования, индивидуальная застройка усадебного типа.
Детский оздоровительный лагерь «Дружба» имени В. В. Ливанова.

## Транспорт
Автобусное сообщение. 